# The Missing Twenty-Five Dollars
The Missing Twenty-Five Dollars è un cortometraggio muto del 1914 scritto e diretto da Charles M. Seay.

## Produzione
Il film fu prodotto dalla Edison Company.

## Distribuzione
Distribuito dalla General Film Company, il film - un cortometraggio di 170 metri - uscì nelle sale cinematografiche degli Stati Uniti il 1º aprile 1914. Nelle proiezioni, veniva programmato con il sistema dello split reel, accorpato in un'unica bobina con un altro cortometraggio prodotto dalla Edison, la commedia Mrs. Romana's Scenario.